# Pantoporia camasa
Pantoporia camasa är en fjärilsart som beskrevs av Hans Fruhstorfer 1906. Pantoporia camasa ingår i släktet Pantoporia och familjen praktfjärilar. Inga underarter finns listade i Catalogue of Life.